# Зубенко, Валерий Анатольевич
Валерий Анатольевич Зубенко (23 августа 1959, Ворошиловск, Луганская область) — советский и украинский футболист, выступавший на позиции нападающего. В советской высшей лиге сыграл три матча и забил 1 гол. Победитель юниорского турнира УЕФА 1978 года, серебряный призёр молодёжного чемпионата мира (1979). Мастер спорта СССР (1979).

## Биография

### Клубная карьера
Воспитанник ворошиловградского спортинтерната, тренер — Вадим Дмитриевич Добижа. Победитель турнира «Переправа» 1978 года.
В 1976 году включён в состав дубля ворошиловградской «Зари». За основной состав клуба дебютировал 26 августа 1977 года в матче чемпионата СССР против киевского «Динамо», выйдя на замену на 78-й минуте вместо Александра Сорокалета. 11 ноября 1978 года в игре против «Арарата» забил свой единственный гол в высшей лиге. После вылета «Зари» из высшей лиги по итогам сезона-1979, продолжал играть за команду в первой лиге.
В 1982 году выступал за киевский СКА, затем играл за липецкий и запорожский «Металлурги» и ряд любительских клубов. В 1986 году вернулся в «Зарю», вылетевшую к тому времени во вторую лигу, и вместе с командой стал победителем зонального турнира и чемпионом Украинской ССР среди команд второй лиги. Из-за тяжёлой травмы вынужден был завершить карьеру на уровне команд мастеров.
В дальнейшем играл за коллективы физкультуры, выступавшие на уровне чемпионатов областей. В 2000—2001 годах был играющим тренером любительского клуба «Шахтёр» (Кременная).
В 2000-е годы выехал на постоянное место жительства в Испанию, живёт в Валенсии.

### Карьера в сборной
В 1978 году стал победителем юниорского турнира УЕФА (неофициального чемпионата Европы), в том числе играл в финальном матче против Югославии. В 1979 году стал серебряным призёром молодёжного чемпионата мира.

## Стиль игры
Быстрый, техничный, трудолюбивый, хорошо владел дриблингом и скоростной обводкой. Умел точными передачами с флага создавать остроту в штрафной площади соперников— Официальный сайт клуба «Заря» Луганск